# Tal Banin
Tal Banin (hebreiska: טל בנין) född 7 mars 1971 i Haifa, Israel, är en före detta professionell fotbollsspelare. Han spelade som defensiv mittfältare. Banin är nu tränare för Hapoel Haifa.
Banin var kapten i landslaget mellan åren 1997 och 2003. Sin landslagsdebut gjorde han 19 år gammal, 1990 mot dåvarande Sovjetunionen. Hans mål säkrade den israeliska segern med 3-2.
Banin har bland annat spelat för franska AS Cannes och italienska Brescia Calcio.